# Жигулі (марка автомобілів)

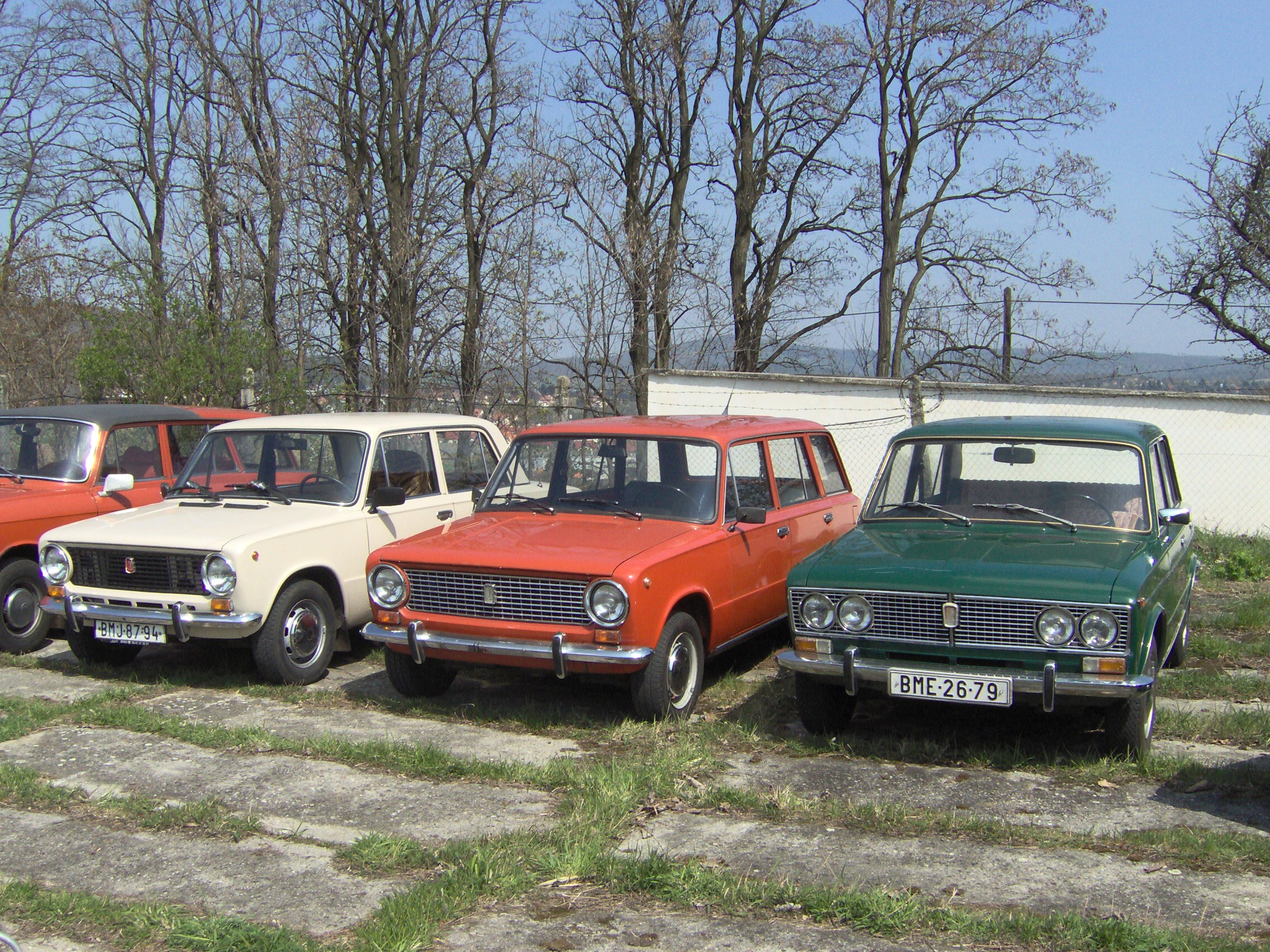
Перші моделі «Жигулів» (зліва направо): ВАЗ-2101 (в серії з квітня 1970), ВАЗ-2102 (з осені 1971) і ВАЗ-2103 (з вересня 1972).

«Жигулі» — торговельна марка родини автомобілів Волзького автозаводу, присвоєна моделі ВАЗ-2101 в червні 1970 року. За основу першої моделі «Жигулі» була взята дороблена італійська модель Fiat 124.
Під торговою назвою «Жигулі» продавалися автомобілі родини ВАЗ-2101/2102/2103 на внутрішньому та міжнародному ринках (окрім декількох європейських держав, де слово «Жигулі» покупці асоціювали з сумнівним словом жиголо, а також в Угорщині, де воно взагалі збігалося з нецензурним словом). Тому на зовнішньому ринку торгова марка «Жигулі» була достатньо швидко замінена на LADA.
- ВАЗ-2101
- ВАЗ-2102
- ВАЗ-2103

Інші моделі родини ВАЗ-2101 продавалися на зовнішньому ринку лише під маркою Лада (LADA), а на внутрішньому ринку, і під маркою «Жигулі»:
- ВАЗ-2104
- ВАЗ-2105
- ВАЗ-2106
- ВАЗ-2107

Незважаючи на фактичну відмову АВТОВАЗа з середини 1990-х від марки «Жигулі», з 2005 року назва знов використовується по відношенню до задньоприводної родини LADA «класика».
Модельний ряд автомобілів «Жигулі» знаходиться на 10 позиції у списку найпопулярніших автомобілів у світі. У 2003 році було випущено близько 265 тисяч «класичних» автомобілів. Станом на 2012 рік було виготовлено 17,6 млн автомобілів «Жигулі».
На 2007 рік продовжується випуск моделей LADA 21053 і LADA 21070/ 21074 на ВАЗі, SKD збирання моделі ВАЗ-21043 на (ІжАвто); моделі ВАЗ-21070 з 2002 в Україні (ЛуАЗ, ЗАЗ і КрАСЗ) і з 2006 року в Єгипті. За перші п'ять місяців 2007 лише на АвтоВАЗі випущено близько 80 тис. автомобілів.

## Галерея

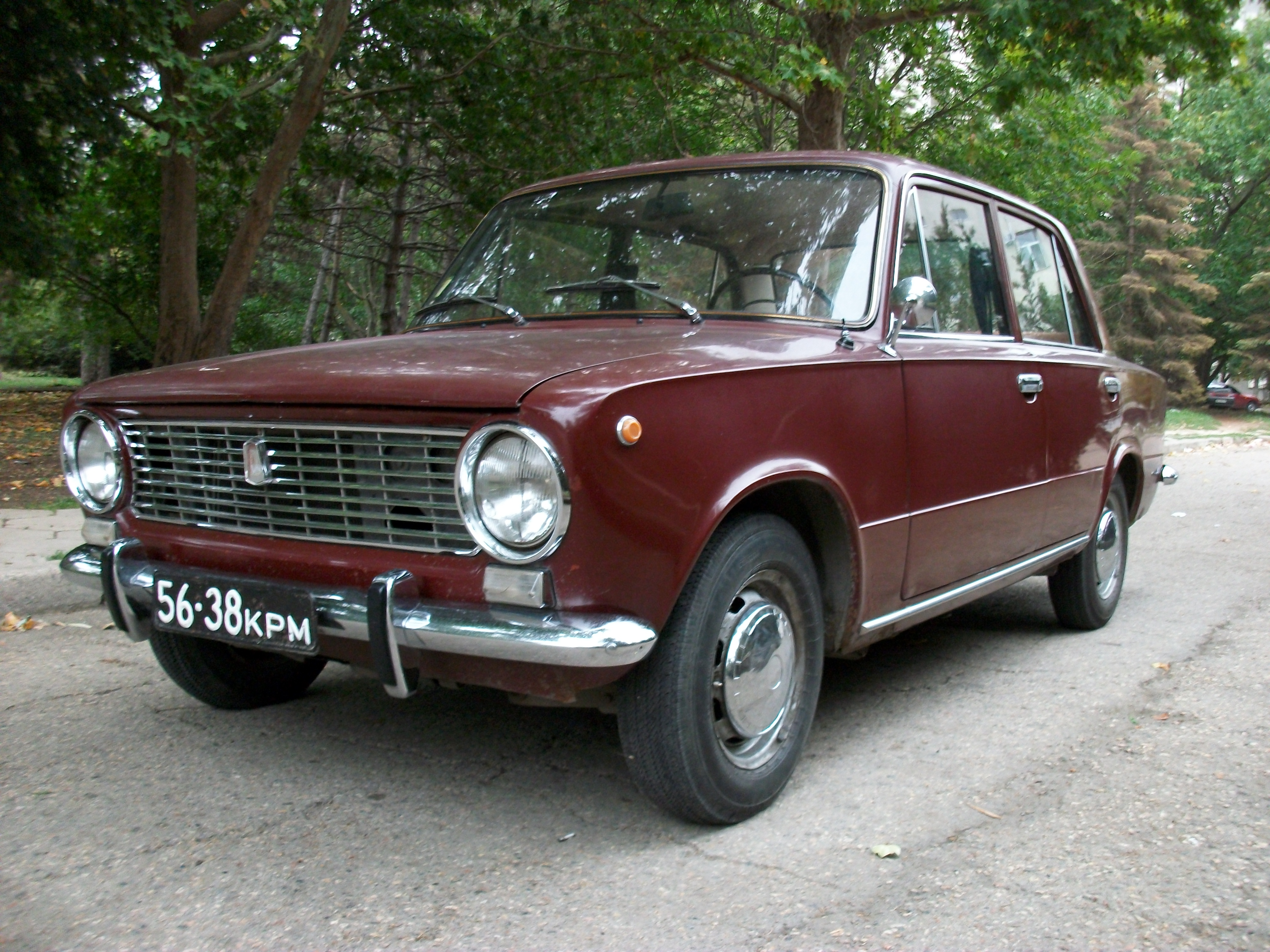
ВАЗ-2101 «Жигулі» (1970—1988)
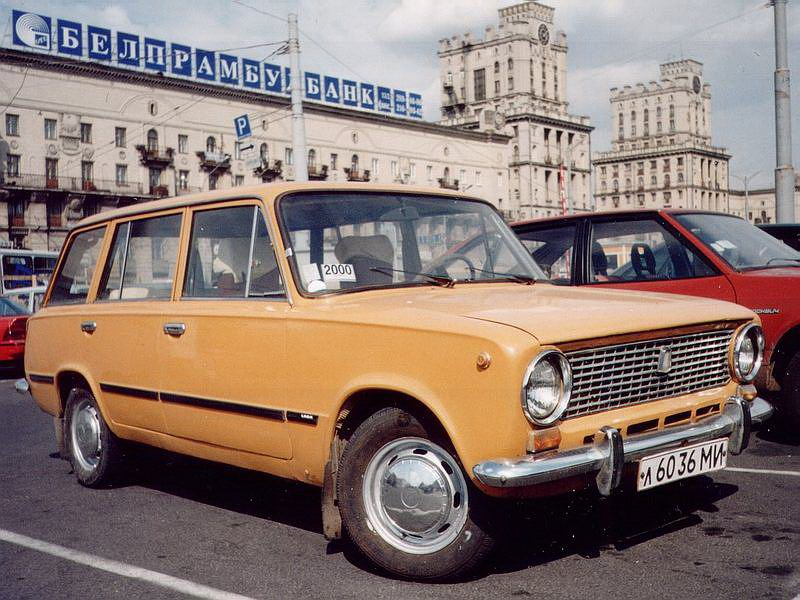
ВАЗ-2102 «Жигулі» (1971—1986)
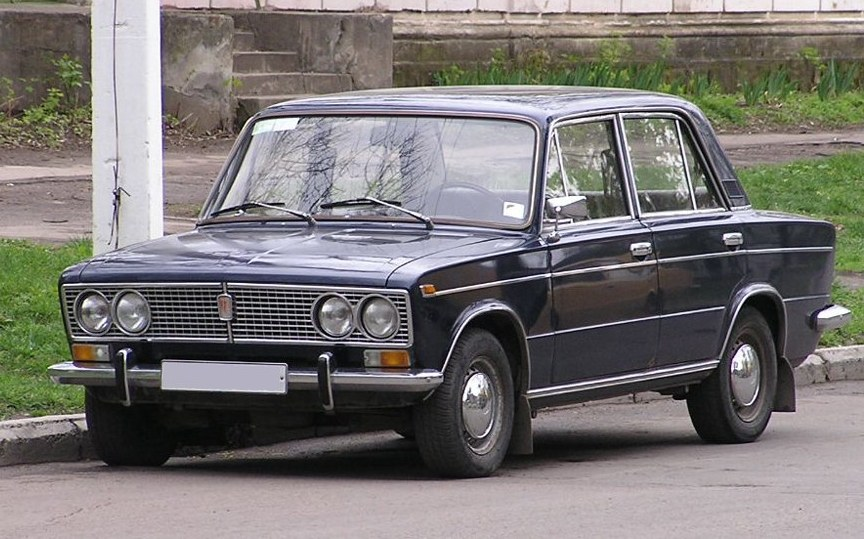
ВАЗ-2103 «Жигулі» (1972—1984)
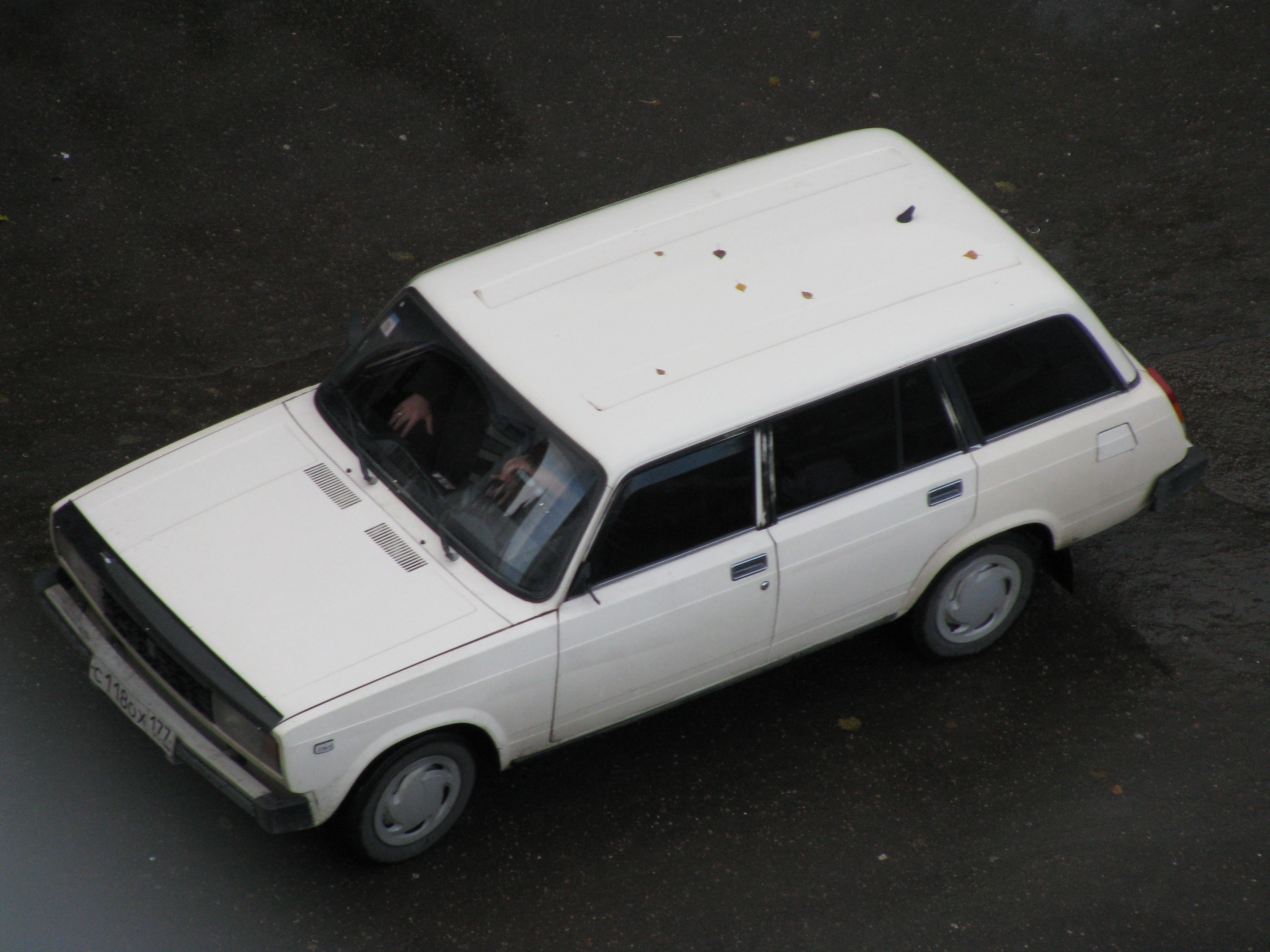
ВАЗ-2104 «Жигулі» (1984—2012)
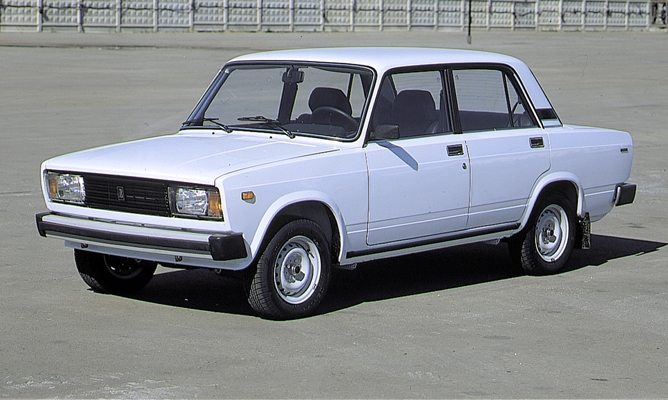
ВАЗ-2105 «Жигулі» (1979—2010)
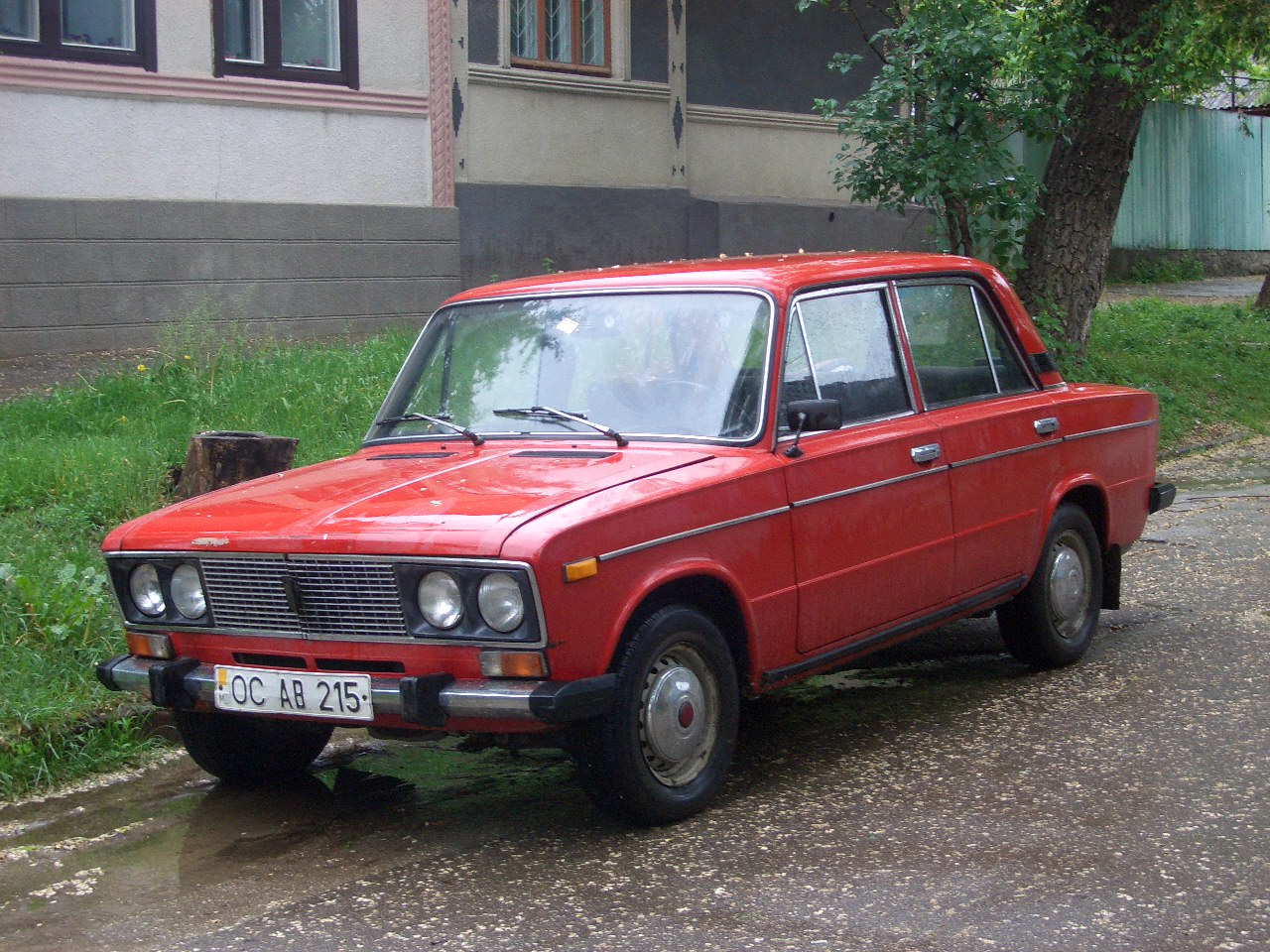
ВАЗ-2106 «Жигулі» (1976—2006)
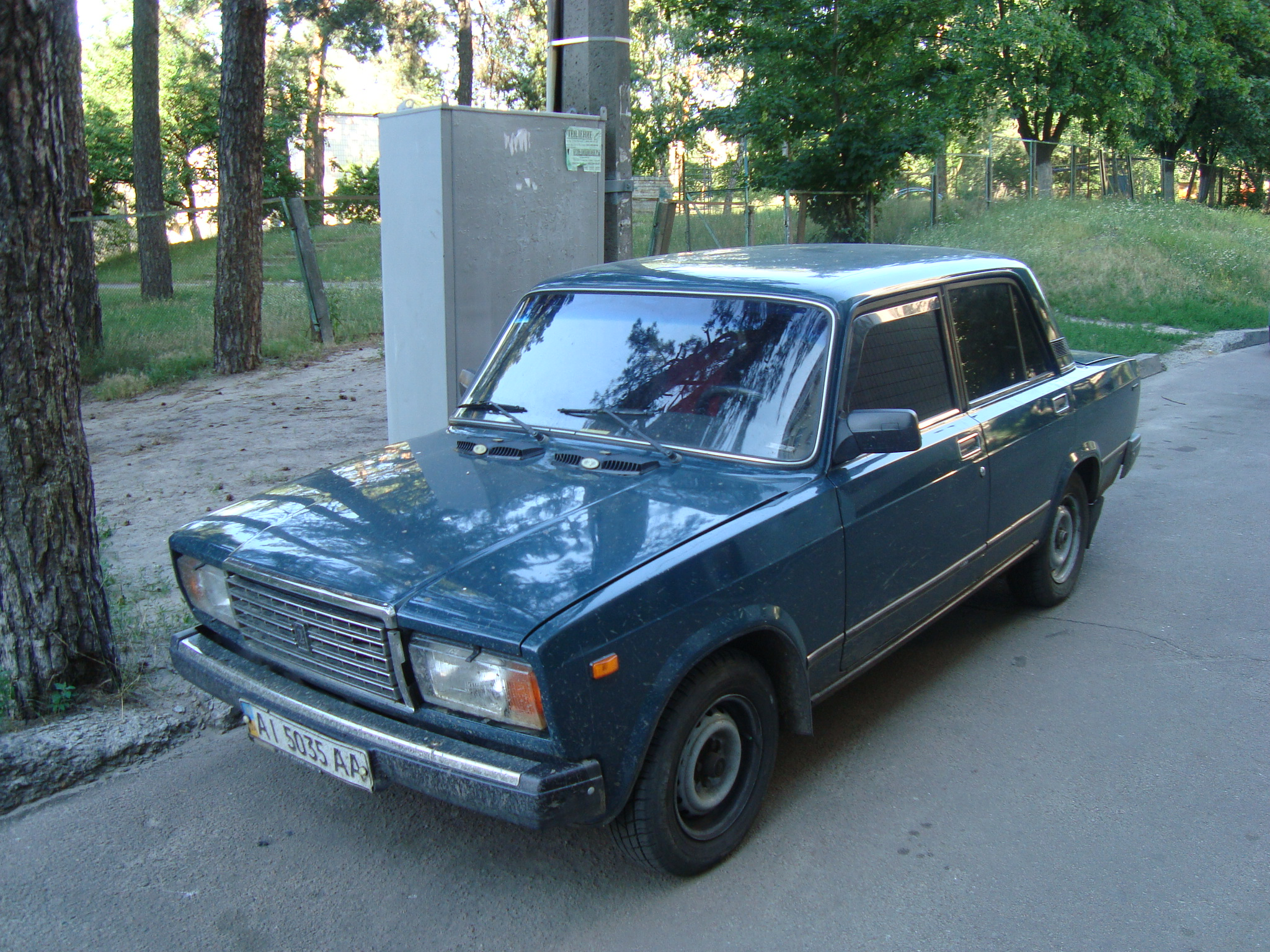
ВАЗ-2107 «Жигулі» (1982—2012 - в Росії; 2006—2014 - в Єгипті)